# Університет Пантеон-Ассас
Університет Париж II, або Університет Париж Пантеон-Ассас — державний французький університет, засновний як правонаступник факультету права Паризького університету. Ассас вважається найкращим юридичним університетом Франції. 80 % від загальної кількості студентів навчається на факультетах права, 11 % навчається на факультетах менеджменту і економіки.

## Історія
Університет продовжує традиції факультету права Сорбонни, історія якого починається в XIII столітті. Аж до XVII століття в Сорбонні викладається виключно церковне право. З приходом Кольбера на державну службу, на факультеті починають викладати цивільне право. Головна будівля, яка досі є адміністративним центром університету, споруджена в 1770 році. Впродовж XIX та XX століть основний корпус добудовувався, в 1960 році споруджено Центр на вулиці Ассас. Після Травневих подій 1968 року, Паризький університет розділяється на 13 самостійних університетів. Університет Париж II офіційно заснований в 1970 році.

## Структура
До складу університету входять 7 факультетів, 5 докторських шкіл і 24 центри наукових досліджень.

### Факультети
- Факультет бакалавреату (перші 3 роки навчання) політології та юриспруденції
- Факультет магістратури й аспірантури спеціальностей політологя та юриспруденця
- Університетський інститут юриспруденції
- Французький інститут журналістики
- Інститут підготовки для загальних відомств
- Факультет менеджменту й державного управління
- Факультет економіки та управління

### Міжуніверситетська освіта
Ассас співпрацює з такими університетами як Університет Париж-Дофін, Національна вища гірська школа, Вища комерційна школа (НІС) і Вища школа економічних і комерційних наук, широко співпрацює із закордонними університетами і пропонує подвійні дипломи:
- Подвійний диплом з французького та німецького права разом з Берлінським та Мюнхенським університетами.
- Подвійний диплом з французького та загального права разом з Ірландським національним університетом
- Подвійний диплом з французького та швейцарського права разом з Університетом Фрібурга
- Подвійний диплом з французького та італійського права разом з Римським університетом Ла Сапієнца
- Подвійний диплом з французького та іспанського права разом з Університетом Барселони
- Подвійний диплом з французького та колумбійського права разом з Університетом Розаріо
- Подвійний диплом з геостратегічної інтернаціональної економіки разом з Вестфальським університетом

## Знамениті випускники
- Мішель Алліо-Марі — французький державний і політичний діяч, перша жінка-міністр оборони.
- Рашида Даті — французький політик і міністр юстиції
- Патрік Деведжян — французький політик
- Жан-Марі Ле Пен — французький праворадикальний політик
- Сесілія Саркозі — колишня дружина французького президента Ніколя Саркозі
- Жан-П'єр Раффарен — прем'єр-міністр Французької республіки з 2002 по 2005 рр.
- Ерве Морен — міністр оборони Франції

## Знамениті професори
- Жорж Ведель — французький вчений правознавець